# Mesogona blanda
Mesogona blanda là một loài bướm đêm trong họ Noctuidae.